# Kentucky and Indiana Terminal Bridge
Die Kentucky & Indiana Terminal Bridge (kurz K&I Bridge) ist eine zweigleisige Eisenbahnbrücke über den Ohio zwischen Louisville in Kentucky und New Albany in Indiana. Sie geht auf eine der ersten Brücken über den Ohio aus dem Jahre 1886 zurück, die hier von einem Konsortium mehrerer Eisenbahngesellschaften als Konkurrenz zur flussaufwärts folgenden Fourteenth Street Bridge (1870) der Pennsylvania Railroad (PRR) errichtet wurde. Der Standort beider Brücken befindet sich in Höhe der Stromschnellen Falls of the Ohio, die heute größtenteils im Reservoir der Staustufe McAlpine Locks and Dam liegen, wobei die K&I Bridge hinter den Schleusen und die Fourteenth Street Bridge entlang der östlichen Staumauer verläuft. Mit der Zunahme des Eisenbahnverkehrs zu Anfang des 20. Jahrhunderts wurden beide Brücken durch leistungsfähigere Konstruktionen ersetzt, wobei die K&I Bridge wie ihr Vorgängerbauwerk zusätzliche seitliche Fahrbahnen erhielt, die bis 1979 für den Straßenverkehr genutzt wurden. Die Eisenbahnbrücke war fast 100 Jahre Teil der namensgebenden Kentucky and Indiana Terminal Railroad, die 1982 in der Norfolk Southern Railway aufgegangen ist. Die Class-1-Eisenbahngesellschaft betreibt sie heute für den Güterverkehr zwischen Louisville und St. Louis.

## Geschichte

### Erste Brücke 1886
Die hauptsächlich in Indiana operierende Monon Railroad wollte mit Unterstützung der Baltimore and Ohio Railroad und der späteren Southern Railway ihren eigenen Zugang nach Louisville über den Ohio und somit nach Süden in den Bundesstaat Kentucky realisieren. Die Eisenbahngesellschaften konnten zu jener Zeit nur gegen Gebühren die 1870 fertiggestellte Fourteenth Street Bridge der PRR benutzen, die eine von nur drei Brücken über den Fluss nach Kentucky war, der auf einer Länge von etwa 1000 km die nördliche Grenze des Bundesstaates bildet. Da sich die zwei anderen Brücken im 160 km entfernten Cincinnati befanden, hatte die PRR hier eine marktbeherrschende Stellung. Zum Bau einer eigenen Brücke gründeten die Eisenbahngesellschaften im Jahre 1880 die Kentucky & Indiana Bridge Company. Die Grundsteinlegung fand zwar schon Ende 1881 statt, aber nach einigen ersten Arbeiten an den Brückenpfeilern kam das Projekt aufgrund von Differenzen zwischen den Gesellschaften zum Erliegen und konnte erst Ende 1883 fortgesetzt werden. Die Fertigstellung der Brücke erfolgte schließlich im Sommer 1886. Der Bau wurde unter der Leitung des Chefingenieurs John McLeod durchgeführt, nach Entwürfen von C. Shaler Smith, Charles Mcdonald und Edward Hemberle, die für den Überbau das von Heinrich Gerber 1866 in Deutschland patentierte Prinzip des Gerberträgers wählten. Besonderes Merkmal der Fachwerkbrücke war die Benutzung von zwei Einhängeträgern, wodurch in der 482 Meter langen Auslegerbrücke zwei Öffnungen mit Spannweiten von 146–147 Metern erreicht wurden; die Länge der hier integrierten Einhängeträger betrug je 49 Meter.
Da der Hochwasserpegel vor der Errichtung von Staustufen entlang des Ohio um mehr als 20 Meter über dem Niedrigwasser liegen konnte und die staatlichen Vorgaben eine minimale lichte Höhe von 12 Metern auch bei extremen Hochwassern forderte, ruhte die Brücke auf bis zu 36 Meter hohen Sandsteinpfeilern. Diese wurden direkt auf dem Grundgestein des Flussbettes errichtet, das hier in geringer Tiefe von etwa einem Meter vorliegt. Um auch bei Hochwasser den Dampfschiffen mit ihren hohen Schornsteinen die Durchfahrt zu ermöglichen, wurde auf der Indiana-Seite zusätzlich eine 113 m lange Drehbrücke integriert, an die sich ein 75-Meter-Einfeldträger in ähnlicher Fachwerkbauweise anschloss. Für die insgesamt 748 Meter lange Hauptbrücke über den Ohio wurde neben dem üblichen Guss- und Schmiedeeisen zu 58 % der neue Werkstoff Stahl verwendet, wobei die Gesamtmasse an Eisen und Stahl 2.640 Tonnen betrug. Die Trestle-Brücken der Zufahrten waren ursprünglich aus Holz, wurden aber 1893 durch Stahlkonstruktionen ersetzt. Die Eisenbahnbrücke besaß zusätzlich an ihren Außenseiten eine je drei Meter breite Fahrbahn. Sie war die erste Verbindung über den Ohio oberhalb von Louisville, die auch von Fuhrwerken benutzt werden konnte, da die ältere Fourteenth Street Bridge der PRR nur einen Fußweg besaß, was den Betreibern der K&I Bridge zusätzliche Einnahmen ermöglichte. Die Baukosten beliefen sich im Jahre 1886 auf 872.900 US-Dollar.

### Zweite Brücke 1912

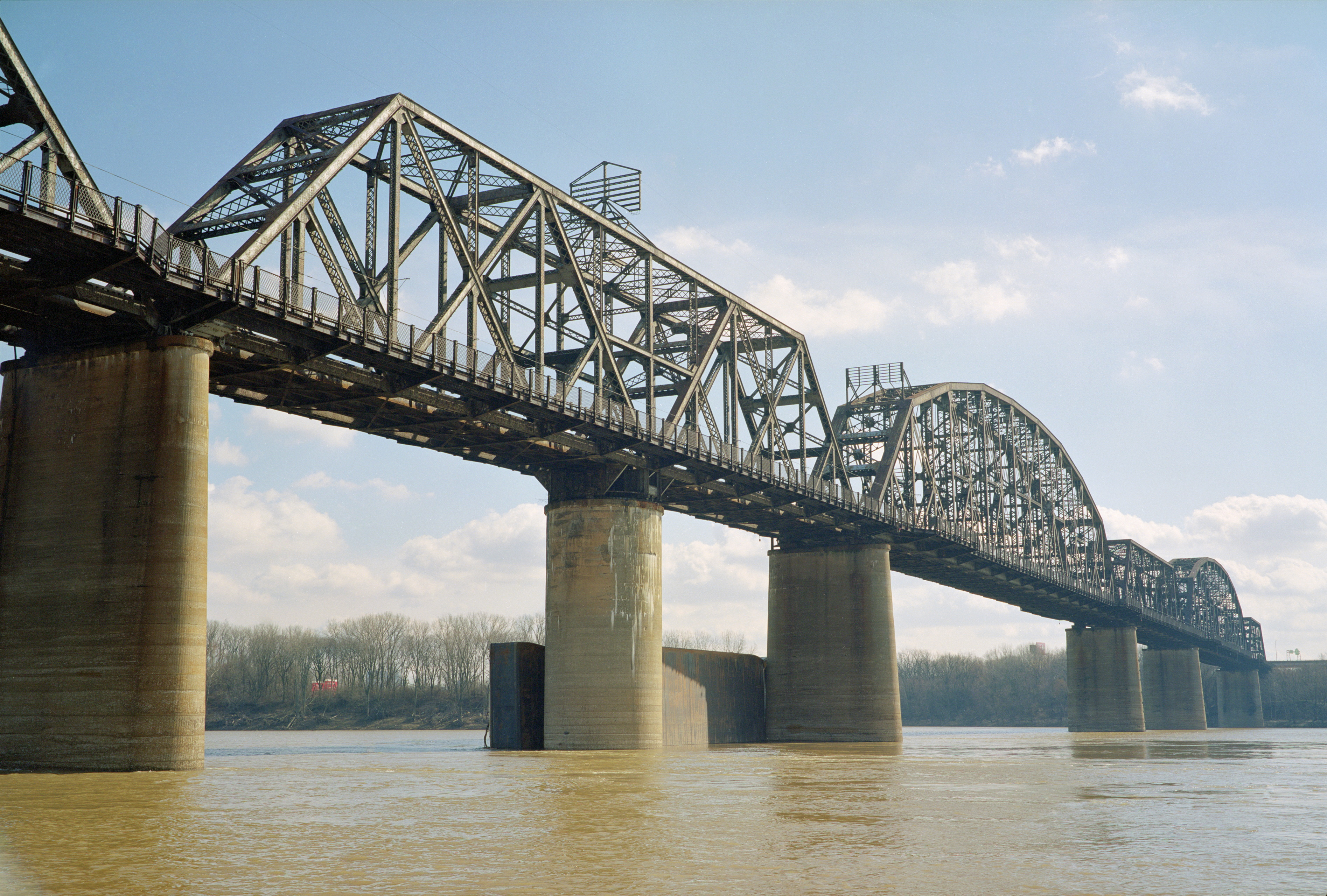
Drehbrücke der K&I Bridge von 1912

Die Kentucky & Indiana Bridge Company betrieb neben der Brücke zusätzlich eine 6,6 km lange Interurban zwischen Louisville und New Albany, die 1893 als eine der ersten Nahverkehrsbahnen in den USA elektrifiziert wurde. Anfang des 20. Jahrhunderts verkehrten über die eingleisige Brücke täglich 75 dampfgetriebene Güter- und Fernverkehrszüge sowie fast 100 elektrische Überlandstraßenbahnen im 15-Minuten-Takt. Die drei Eisenbahngesellschaften reorganisierten um die Jahrhundertwende die Betreibergesellschaft als Kentucky and Indiana Terminal Railroad und sahen sich aufgrund des stetig zunehmenden Verkehrs und der immer schwerer werdenden Dampflokomotiven gezwungen, die Brücke durch eine zweigleisige Brücke mit einer höheren Traglast zu ersetzen; gleiches galt für die benachbarte Brücke der PRR. Nach einem Entwurf des damaligen Verbindungsingenieurs James B. Willson wurde zwischen 1910 und 1912 die neue Brücke von Foster & Creighton (Unterbau) und der American Bridge Company (Überbau) etwa 13 Meter flussaufwärts parallel zur alten errichtet. Dabei wurden im Gegensatz zur bestehenden Auslegerbrücke für die neue Stahl-Fachwerkbrücke nur Einfeldträger verwendet, wobei diese während des Aufbaus verbunden waren, um einige im Freivorbau errichten zu können. Durch die maßgeblich von George S. Morison vorangetriebene Einführung von Stahl in den Brückenbau und die zunehmende qualitative Verbesserung des Baumaterials und der Fachwerkskonstruktionen konnten für die zwei größten Öffnungen der neuen Brücke Spannweiten von 188 Metern erreicht werden, was den damaligen Rekord für Einfeldträger darstellte, der aber schon im Jahr der Fertigstellung von der MacArthur Bridge mit 204 Metern übertroffen wurde. Bei der neuen K&I Bridge wurde zudem die Länge der neuen Drehbrücke auf 122 Meter vergrößert. Der Abriss der alten Brücke erfolgte nach der Verlagerung des Verkehrs auf die neue Konstruktion. Die Baukosten beliefen sich im Jahre 1912 auf etwa 2 Mio. US-Dollar.

### Straßenbrücke und Eigentümerwechsel 1982

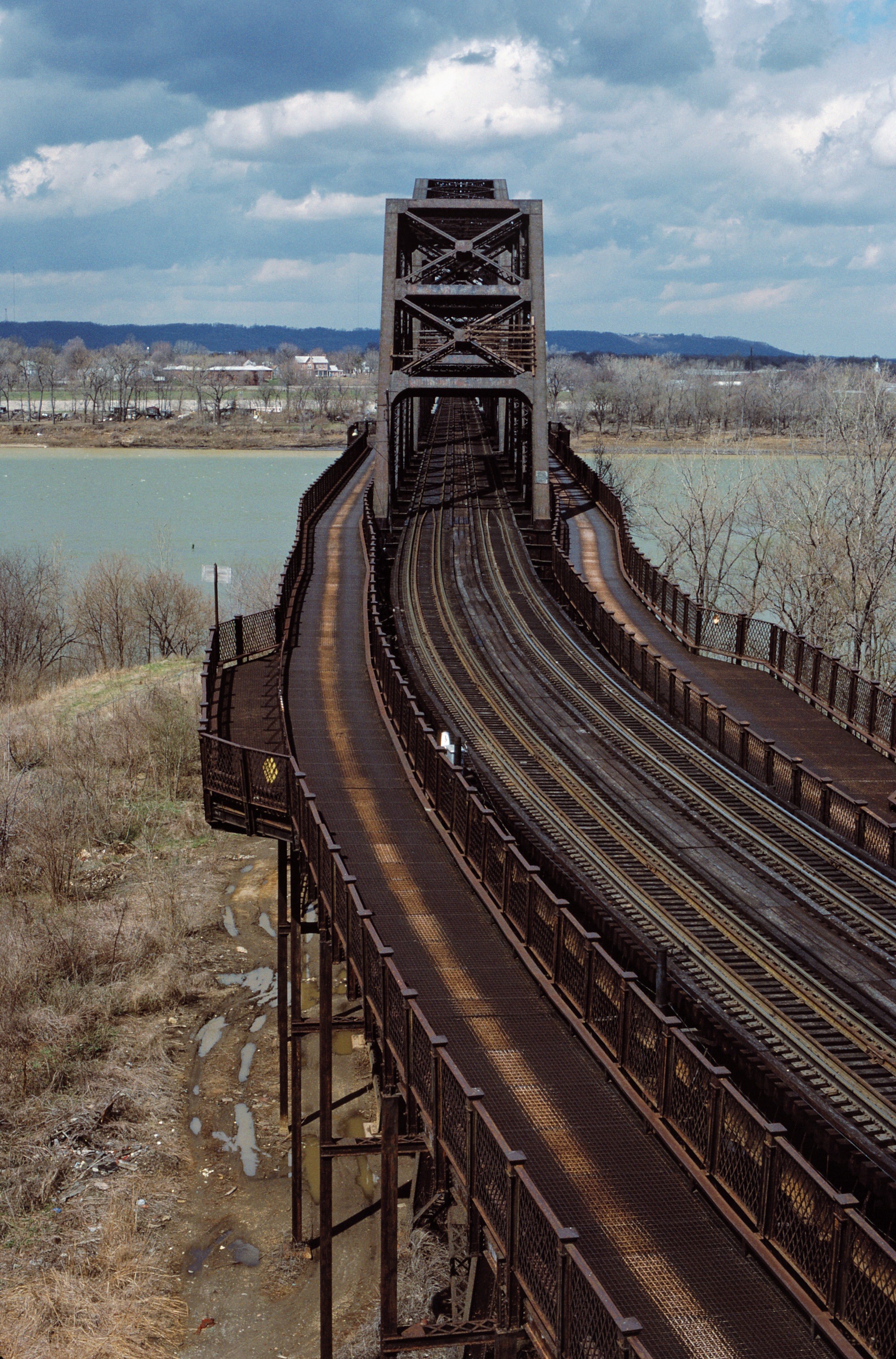
Die 1979 stillgelegten äußeren Fahrbahnen mit Nothaltebuchten

Die neue K&I Bridge hatte wie ihr Vorgängerbauwerk seitliche Fahrbahnen und war bis zur Fertigstellung der Louisville Municipal Bridge 1929 die einzige Straßenverbindung zwischen Louisville in Kentucky und den kleineren Städten New Albany, Clarksville und Jeffersonville in Indiana. Das ursprünglich aus Holzplanken bestehende Fahrbahndeck wurde 1952 durch Gitterroste ersetzt. Das Verkehrsaufkommen war bis zur Eröffnung der flussabwärts folgenden Sherman Minton Bridge 1962 weiterhin hoch; die Mauteinnahmen für die Betreibergesellschaft waren dadurch auch lukrativ. Nach einer Beschädigung einer der Fahrbahnen im Jahre 1979 wurden beide geschlossen und seither nicht wieder in Betrieb genommen.
Die Kentucky & Indiana Terminal Railroad entwickelte sich seit den 1910er Jahren zu einer lokalen Industriebahn mit Rangierbahnhöfen und Bahnbetriebswerken. In den 1950er Jahren schlug die Bahn auf ihrem über 200 km langen Streckennetz 1,3 Mio. Güterwagen um und beschäftigte über 1.000 Mitarbeiter. Die früher betriebene Interurban wurde aber schon 1907 an die Louisville and Northern Railway and Light Company veräußert. Mit dem zunehmenden Ausbau des Straßennetzes und dem Entstehen des motorisierten Individualverkehrs wurde immer mehr Güterverkehr auf die Straße verlagert. Die Betreibergesellschaft der Brücke und der Industriebahn ging schließlich Ende 1981 gänzlich in den Besitz der Southern Railway über, die wiederum im Folgejahr mit der Norfolk and Western Railway zur Norfolk Southern Corporation fusionierte, aus der 1990 die Norfolk Southern Railway (NS) hervorging. Die NS betreibt heute nur noch die Brücke für den Güterverkehr zwischen Louisville und St. Louis.
Eine von den Städten Louisville und New Albany seit Anfang des 21. Jahrhunderts angestrebte Nutzung der äußeren Fahrbahnen als Fußgängerbrücke mit Radweg wird von der Eisenbahngesellschaft aus sicherheitstechnischen Gründen weiterhin abgelehnt und konnte auch aufgrund juristischer Hürden bisher nicht durchgesetzt werden.

## Beschreibung
Die Brücke liegt flussabwärts hinter den McAlpine Locks and Dam, wobei sich die Südseite in Kentucky direkt vor den Schleusen der Staustufe befindet, deren Vorgänger ursprünglich Teil des in den 1830er Jahren gebauten Louisville and Portland Canal waren. Das Bauwerk mit einer Gesamtlänge von 1218 m gliedert sich in die sechs Fachwerkträger der Hauptbrücke über den Ohio (Pfeiler Nr. 1–7, 781 m) und die folgenden Zufahrten auf der Indiana-Seite (46 m) und der Kentucky-Seite (391 m), die als Bahndamm bzw. Trestle-Brücke ausgeführt sind, mit integrierten kleineren Fachwerk- und Balkenträgern. Die maximale Steigung des Eisenbahnbereiches zum Zentrum der Brücke liegt zwischen 9,0 und 12,5 ‰, die des äußeren Straßenbereiches entlang der Zufahrten bei etwa 30 ‰. Die Grenze der Bundesstaaten verläuft in Höhe des ersten Trägers der Hauptbrücke zwischen Pfeiler Nr. 1 und 2.

### Hauptbrücke
Die Hauptbrücke ruht auf sieben Stahlbeton-Pfeilern mit Grundflächen von etwa 4 m × 20 m und dem runden Pfeiler der Drehbrücke (Nr. 3) mit einem Durchmesser von 11 m. Die Strompfeiler (Nr. 1–7) wurden gleich den Sandsteinpfeilern der ersten Brücke direkt auf dem Grundgestein des Flussbettes errichtet, das wie oben ausgeführt hier in geringer Tiefe von etwa einem Meter vorliegt. Für den achten Pfeiler am Kentucky-Ufer und das Widerlager auf der Indiana-Seite verwendete man zur Verankerung im Untergrund eine Pfahlgründung. Die Pfeiler erstrecken sich bis zu einer Höhe von 37 m, wobei der Überbau in einer Höhe von etwa 30 m über dem normalen Pegel des Unterwassers der Staustufe liegt.

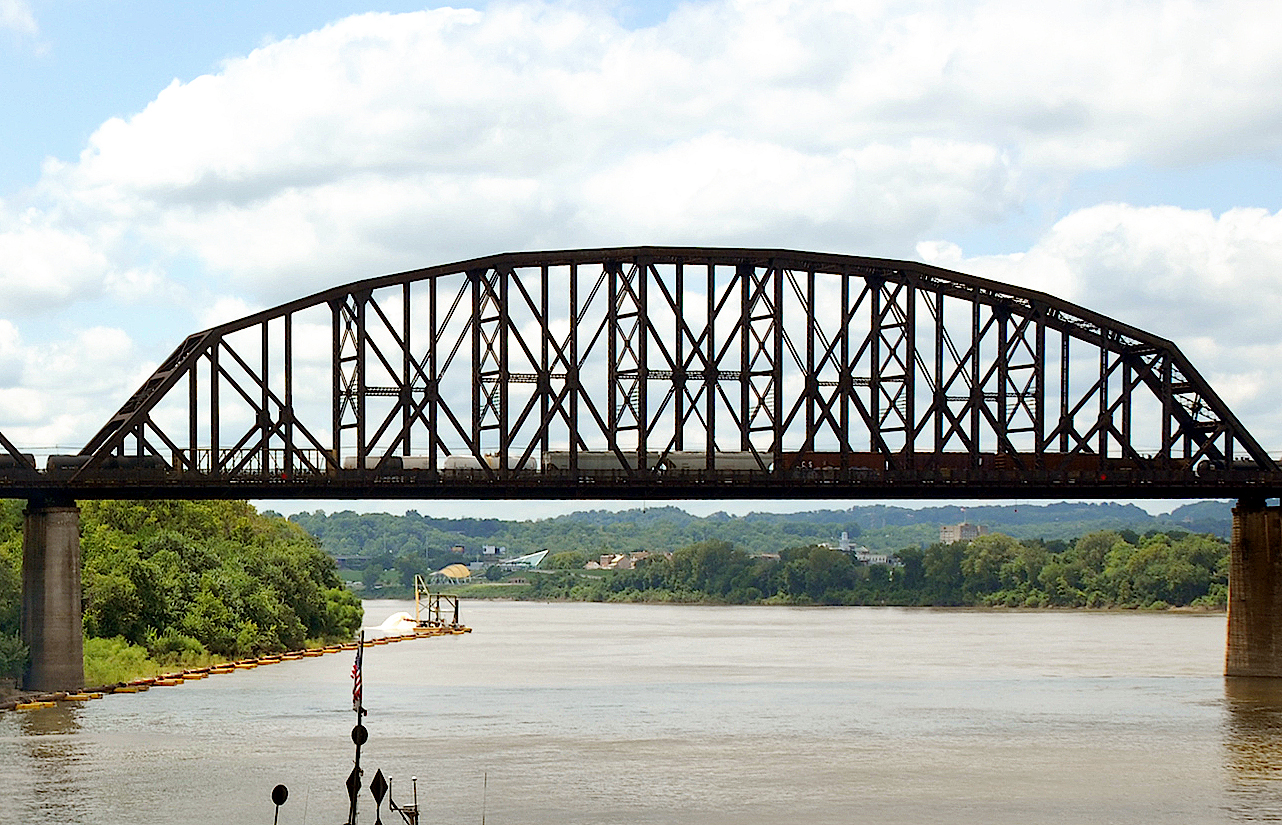
188-Meter-Fachwerkträger auf der Südseite vor den Schleusen des McAlpine Locks and Dam 2013

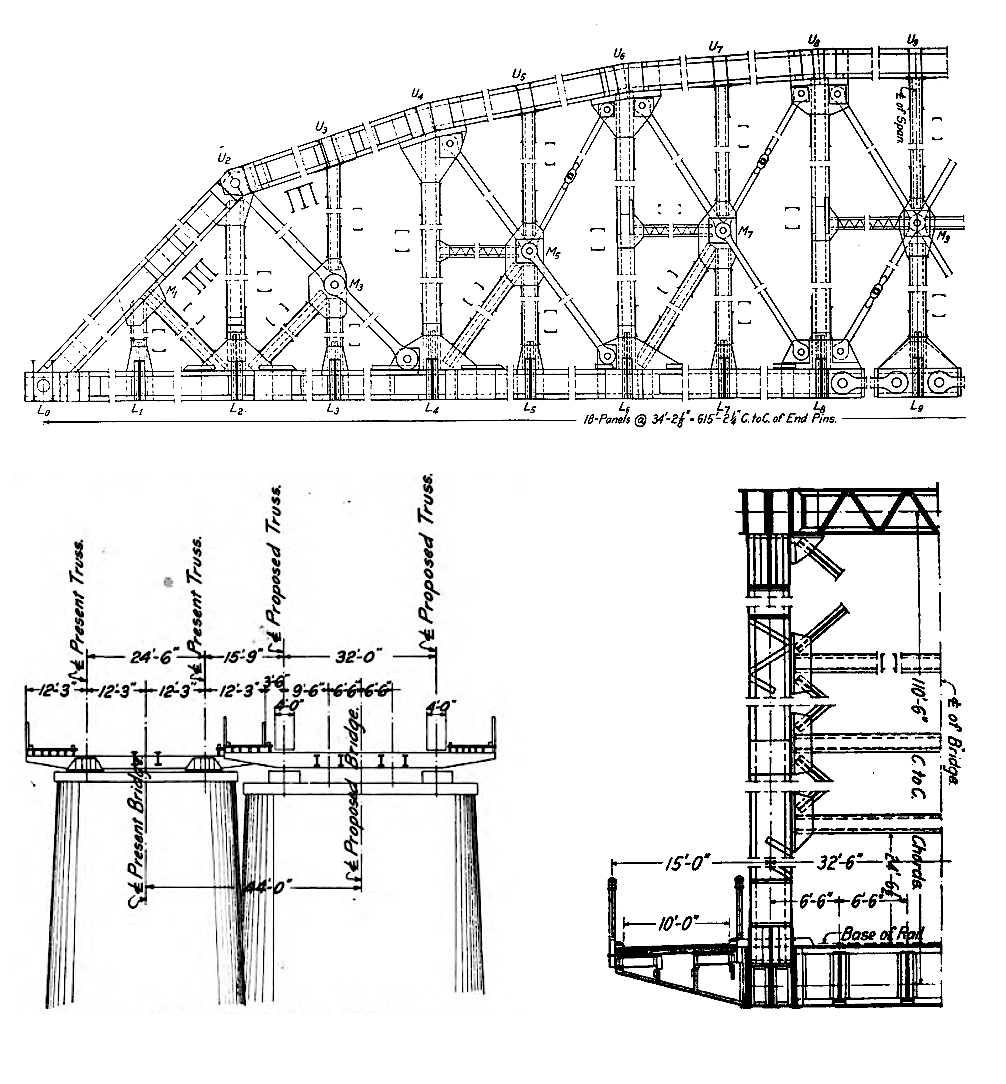
Schematische Zeichnung der 188-Meter-Fachwerkträger (oben und rechts unten) sowie deren Auflage auf den Brückenpfeilern (unten links, ganz links die Position der alten Pfeiler)

Der Überbau besteht aus sechs Fachwerkträgern mit untenliegenden Gleisen. Beginnend auf der Indiana-Seite sind dies zwei parallelgurtige Träger von 84 m und 122 m Länge. Darauf folgt der Mittelteil aus zwei Halbparabelträgern mit gebogenem Obergurt von jeweils 189 m über den Schifffahrtsrinnen, die durch einen parallelgurtigen Träger von 114 m Länge auf Höhe der Flussinsel Sand Island miteinander verbunden sind. Abschließend folgt ein weiterer 84 m langer parallelgurtiger Träger, der den Übergang zur Kentucky-Zufahrt bildet. Die Längen beziehen sich hier auf die Brückenfelder zwischen den Pfeilermittelachsen und die Spannweiten zwischen den Auflagern sind etwas kürzer, da ein Pfeiler die Enden von zwei Brückenfeldern trägt; die Spannweite der beiden längsten Träger liegt hier bei 187,51 m. Der zweite 122-Meter-Träger diente früher als Drehbrücke, die nur selten zum Einsatz kam und heute in ihrer geschlossenen Position fixiert ist.
Als Konstruktionsform wählte man für alle Träger Strebenfachwerke mit Pfosten, wobei in Anlehnung an die von der Pennsylvania Railroad entwickelte Bauform des Pennsylvania truss eine zusätzliche Verstärkung mittels sich kreuzender Streben über die gesamte Höhe sowie bei den Halbparabelträgern zusätzliche horizontale Riegel in der Mitte der Fachwerke eingefügt wurden. Die Träger haben einschließlich der auskragenden seitlichen Fahrbahnen eine Breite von 19 m, die Abstände der Mittelachsen der 1,2 m breiten Gurte beträgt 9,8 m; die Konstruktionshöhe erreicht bei den beiden längsten Trägern fast 35 m. Für die nur 3 m breiten Fahrbahnen wurden in regelmäßigen Abständen zusätzliche Nothaltebuchten vorgesehen, wodurch sich die Breite der Träger an diesen Stellen nochmals erhöht. Das Gewicht der beiden längsten Träger beträgt etwa 4.000 t, wobei die schwersten verbauten Einzelkomponenten über 35 t wogen.

### Zufahrten

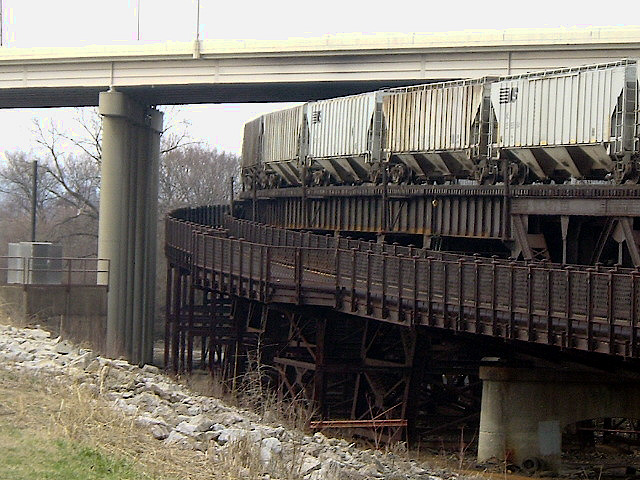
Trestle-Brücken der Zufahrten zum Eisenbahn- und Straßenbereich in Louisville, darüber verläuft die I-64

Die nördliche Zufahrt in Indiana besteht nur aus einem parallelgurtigen Fachwerkträger mit obenliegenden Gleisen von 46 m Länge, an den sich ein Bahndamm anschließt, den man durch eine Erdschüttung um die ehemaligen Trestle-Brücken der erste Brücke errichtete und an dessen Anfang sich heute das Widerlager befindet. Unterbrochen wurde der Bahndamm früher durch eine kleinere Balkenbrücke, die heute nicht mehr vorhanden ist und deren Öffnung ebenfalls zugeschüttet wurde. Die südliche Zufahrt auf der Kentucky-Seite beschreibt eine leichte Kurve in Richtung Südost und besteht aus einer 391 m langen Trestle-Brücke. Diese ist aus einer Vielzahl von Vollwandträgern auf Stahlgittermasten sowie einem dazwischen liegenden parallelgurtigen Fachwerkträger mit obenliegenden Gleisen von 38 m Länge aufgebaut, der auf zwei Betonpfeilern ruht. Die seitlichen Fahrbahnen mit ihrem größeren Gefälle enden im Gegensatz zur Nordseite hier etwa 65 m vor dem Widerlager.